# Vacuômetro de McLeod

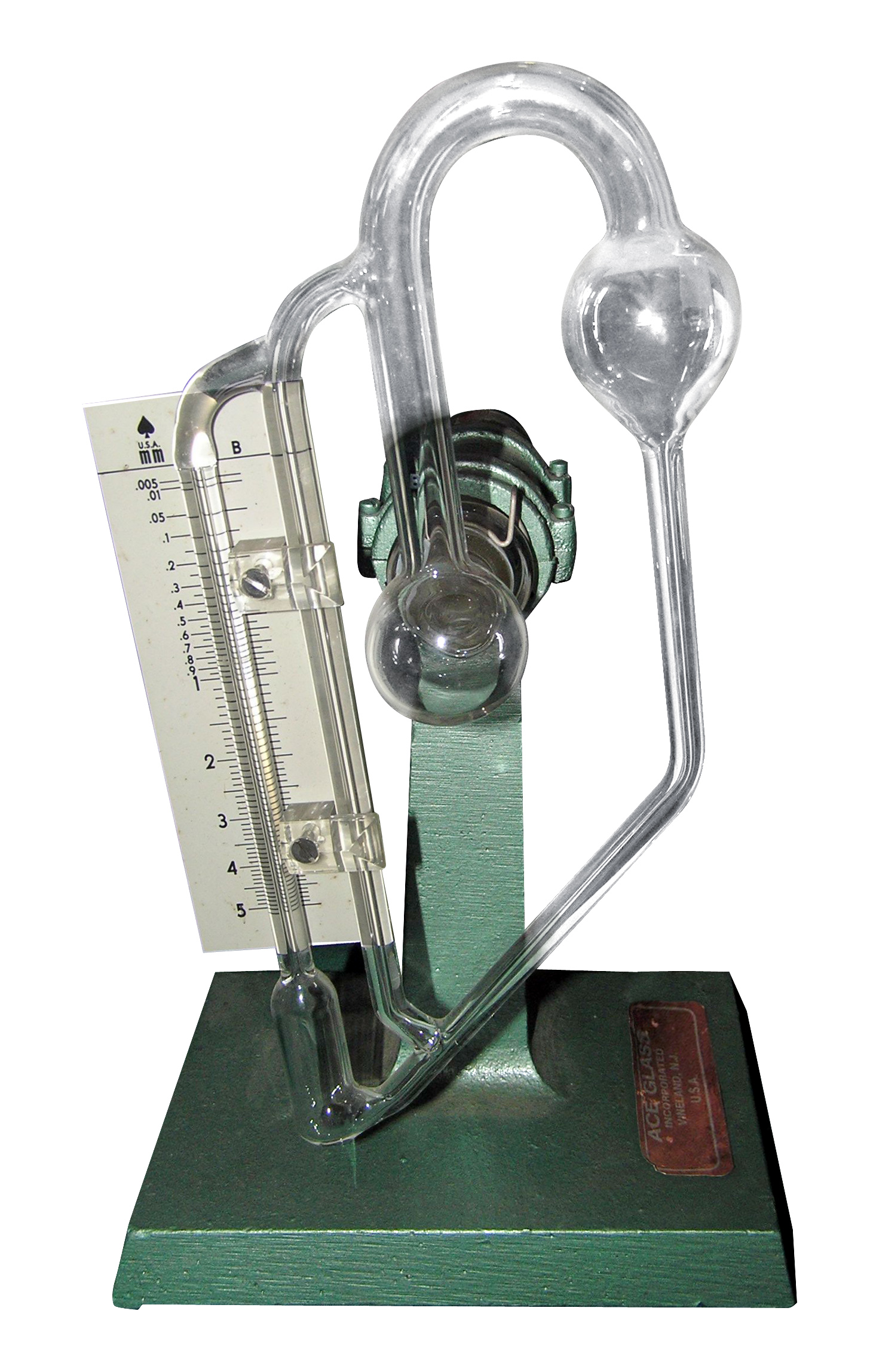
Um vacuômetro McLeod, vazio, com o mercúrio drenado.

Um vacuômetro de McLeod é um instrumento usado para medir pressões muito baixas de até 10 -6mmHg. Foi inventado em 1874 por Herbert McLeod (1841-1923). Os medidores McLeod são encontrados em geral acoplados a equipamentos que operam sob vácuo, como um liofilizador. Esses medidores foram amplamente substituídos por medidores de vácuo eletrônicos. Porém, existem aplicações bastante singulares, geralmente associadas ao uso de termoacopladores para se manter o estado físico gasoso do fluido aferido. 

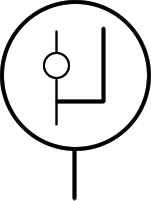
Símbolo do manômetro McLeod de acordo com a ISO 3753-1977 (E)

O design de um medidor McLeod é um pouco semelhante ao de um manômetro tradicional. Normalmente é preenchido com mercúrio. Se usado incorretamente, esse mercúrio pode escapar e contaminar o sistema de vácuo conectado ao medidor. 

## Funcionamento
Os medidores da McLeod operam retirando um volume de amostra de gás a ser medido e depois comprimindo-o ao inclinar pelo enchimento com mercúrio. A pressão nesse volume menor é então medida por um manômetro de mercúrio e, conhecendo a taxa de compressão (a proporção dos volumes inicial e final), a pressão do vácuo original pode ser determinada pela aplicação da lei de Boyle. 
Para tanto, sejam:
- p: a pressão que se deseja medir,
- V: o volume do bulbo somado ao do capilar, contando a partir da linha de borda,
- v: o volume de gás comprimido, quando o mercúrio alcançar a linha de medida,
- A: la sección del capilar de medición,
- h: a distância lida entre a linha de mercúrio e a referênciala,
- P: a pressão em que se encontra o gás no volume v (pressão hidrostática somada a pressão que se deseja aferir):

{\displaystyle P=h+p\,}
Ademais:
{\displaystyle v=Ah\,}
Aplicando a Lei de Boyle-Mariotte, resulta:
{\displaystyle pV=Pv\,}
{\displaystyle pV=(h+p)Ah=Ah^{2}+Aph\,}
Posto que {\displaystyle Aph<<Ah^{2}}:
{\displaystyle p={Ah^{2} \over V}=\left({\frac {h}{K}}\right)^{2}\,}
Onde:
{\displaystyle K={\sqrt {V \over A}}\,}

Se a altura h for medida em mm, A em mm2 e V em mm3, a pressão p será expressa em milímetro de mercúrio.

## Vantagens e desvantagens
Este método é bastante preciso para gases não condensáveis, como oxigênio e nitrogênio. No entanto, gases condensáveis, como vapor de água, amônia, dióxido de carbono e vapores de óleo, podem estar na forma gasosa na baixa pressão da câmara de vácuo, mas condensam quando compactados pelo medidor McLeod. O resultado é uma leitura incorreta, mostrando uma pressão muito menor do que realmente está presente. Uma armadilha fria pode ser usada em conjunto com um medidor McLeod para condensar esses vapores antes que eles entrem no medidor. 
O medidor McLeod tem as vantagens de ser fácil de usar e sua calibração ser quase a mesma para todos os gases não condensáveis. O dispositivo pode ser operado manualmente e a balança lida visualmente, ou o processo pode ser automatizado de várias maneiras. Por exemplo, um pequeno motor elétrico pode girar periodicamente o conjunto para coletar uma amostra de gás. Se um fio fino de platina estiver no tubo capilar, sua resistência indicará a altura da coluna de mercúrio ao seu redor.   